# Lemaireia chrysopeplus
Lemaireia chrysopeplus är en fjärilsart som beskrevs av Lambertus Johannes Toxopeus 1940. Lemaireia chrysopeplus ingår i släktet Lemaireia och familjen påfågelsspinnare. Inga underarter finns listade i Catalogue of Life.